# Assignment – Paris
Assignment – Paris je americký špionážní film z roku 1952, který režíroval Robert Parrish. Odehrává se během studené války a je adaptací románu Trial by Terror amerických spisovatelů Paula a Pauline Gallico. Snímek měl světovou premiéru 4. září 1952.

## Děj
V Paříži sídlící reportér New York Herald Tribune Jimmy Race je vyslán svým šéfem za železnou oponu do Budapešti, aby prošetřil schůzku s maďarským velvyslancem. Během své mise je však Race obviněn ze špionáže.

## Obsazení
| Dana Andrews      | Jimmy Race                  |
| Märta Torén       | Jeanne Moray                |
| George Sanders    | Nicholas Strang             |
| Audrey Totter     | Sandy Tate                  |
| Sandro Giglio     | Gabor Czeki řečený Grisha   |
| Donald Randolph   | Anton Borvich               |
| Herbert Berghof   | premiér Andreas Ordy        |
| Ben Astar         | ministr spravedlnosti Vajos |
| Willis Bouchey    | Biddle                      |
| Earl Lee          | Pelham                      |
| Pál Jávor         | Laslo Boros                 |
| Georgiana Wulff   | Gogo Czek                   |
| Joseph Forte      | Barker                      |
| Maurice Marsac    | četník                      |
| Victor Sutherland | Larry O'Connell             |